# 에바에베르송 레무스 다 시우바
에바에베르송 레무스 다 시우바(Evaeverson Lemos da Silva, 1980년 6월 16일, 상파울루 ~ )는 흔히 브란당(Brandão)이라는 이름으로 알려져 있는 브라질의 전 축구 선수이다.

## 경력
2009년 1월 13일, 그는 우크라이나 프리미어리그의 FC 샤흐타르 도네츠크에서 7년을 보내며 우크라이나 국내대회와 UEFA 챔피언스리그에 출전한 뒤, 올랭피크 드 마르세유로 이적하였다. 그 이후로, 그는 올랭피크 드 마르세유 소속으로, 프랑스 챔피언쉽에 활발히 참여하였다. 2011년 3월 18일, 브란당은 2011년 말까지 브라질의 크루제이루 EC로 임대되었다.
2014년에 바스티아 이적후, 8월 16일에 열린 파리 생제르맹전에서 경기가 끝난후 라커룸으로 들어가던 티아구 모타와 말다툼이 있었고 그의 코를 머리로 들이받아 물의를 일으켰다.

## 수상

### 클럽
FC 샤흐타르 도네츠크
- 우크라이나 프리미어리그: 2004–2005, 2005–2006, 2007–2008
- 우크라이나 컵: 2004, 2008
- 우크라이나 슈퍼컵: 2005, 2008

올랭피크 드 마르세유
- 리그 1: 2009–2010
- 쿠프 드 라 리그: 2010
- 트로페 데 샹피옹: 2010